# 杜緬基
49°31′19″N 27°48′7″E / 49.52194°N 27.80194°E
杜緬基（烏克蘭語：Думенки），是烏克蘭的村落，位於該國西南部文尼察州，由赫梅利尼克區負責管轄，面積2.9平方公里，海拔高度266米，2001年人口485，人口密度每平方公里167.24人。